# Attentat
 Denne artikel omhandler den generelle beskrivelse af et mord. Opslagsordet har også en anden betydning, se Attentat (film).
Et attentat (lat.: attentatum = forsøg) betegner et planlagt, forsøgt eller udført mord på en offentlig person.

## Eksempler på attentater
- Attentatet på John F. Kennedy og Robert F. Kennedy
- Attentaterne på Adolf Hitler
  - 20. juli-attentatet
- Palmemordet
- Attentatet på Benazir Bhutto
- Attentatet i Sarajevo

| Kriminalitet | Spire Denne artikel om kriminalitet er en spire som bør udbygges. Du er velkommen til at hjælpe Wikipedia ved at udvide den. |